# Sophie Anne Dorothea von Hinüber
Sophie Anne Dorothea von Hinüber (* 5. November 1730 in Hundesmühlen; † 2. Juli 1803 in Walsrode) war Äbtissin des Klosters Walsrode. Sie unterzeichnete ihre Schriftstücke mit den Anfangsbuchstaben ihrer Vornamen S.A.D.

## Leben

### Familie
Sophie Anne Dorothea von Hinüber war ein Mitglied des Geschlechtes von Hinüber. Sie war das dritte von neun Kindern aus der ersten Ehe ihres Vaters, des in Hannover geborenen Juristen und dänischen Amtsvogts zu Hatten und Wardenburg Christian Karl von Hinüber (1694–1752), Sohn des Ober-Postmeisters, Kanonikus beim Collegiat Stift St. Sebastian zu Magdeburg und königlich preußischer Regierungsrat Hinüber, und ihrer am 22. Januar 1727 eingeheirateten Mutter, der aus französischer Familie stammenden Catharina Charlotte Sophie de Bellanger (1698 oder 1699–27. Mai 1739 in Hundesmühlen), Tochter des in Paris geborenen und in Hannover tätigen kurfürstlich braunschweig-lüneburgischen Oberstleutnants Pierre de Bellanger und der aus dem niedersächsischen Uradel stammenden Clara Agnes von Lenthe.
Nach dem Tod ihrer Mutter wurde S.A.D. Halbwaise; durch eine erneute Heirat ihres Vaters 1740 wurde Elisabeth Christine Sophie von Linstow (1707–1754) Schwiegermutter der späteren Äbtissin. Aus der Ehe gingen mehrere Stiefgeschwister hervor.
Als ihr nächstfolgender Bruder Johann Carl Gottlieb Hinüber (1732–1796) als Major im Regiment Taube in Verden diente, kaufte S.A.D. als Äbtissin für seine Tochter Anna Justine Louise Hinüber (geboren 1774) einen Klosterplatz.

### Werdegang
Sophie Anne Dorothea von Hinüber wurde auf dem in ihrem Geburtsjahr 1730 von ihrem Vater gekauften Gut Hundsmühlen im späteren Herzogtum Oldenburg geboren, wo sie ihre ersten 35 Lebensjahre verbrachte. Von Jugend war sie auf ein mögliches Klosterleben vorbereitet, da drei ihrer Tanten, unverheiratete Schwestern ihrer Mutter, als Konventualinnen im Kloster Mariensee beziehungsweise im Kloster Medingen lebten. Nach dem Tod beider Eltern sowie ihrer Schwiegermutter führte S.A.D. möglicherweise noch einige Jahre den Haushalt auf dem Gutshof, um beispielsweise für ihre jüngste Halbschwester, die im Alter von 7 Jahren Vollwaise geworden war, zu sorgen.
Das Kloster Walsrode war zu S.A.D.s Lebzeiten dem Adel vorbehalten und lag im Herrschaftsbereich des Kurfürstentums Braunschweig-Lüneburg während der Personalunion zwischen Großbritannien und Hannover. Als 1760 ein Regierungswechsel von König Georg II. zu Georg III. erfolgte, stand S.A.D. unter mehr als 70 Bewerberinnen auf einer Vorschlagsliste an den König zwecks Aufnahme in das Kloster an 35ster Stelle. Dennoch bestimmte der frisch gekürte König S.A.D. an erster Stelle. Ausschlaggebend dafür mag gewesen sein, dass S.A.D.s Vetter Carl Heinrich von Hinüber zuvor 7 Jahre lang in London als Deutschlehrer des Thronanwärters gewirkt hatte und daher die mit Christian Carl von Hinüber 1744 in den Reichsadelsstand erhobene Familie im britischen Königshaus keine unbekannte war. Mit einem vom 16. Januar 1761 datierten Schreiben des Regenten aus dem St James’s Palace an die damalige Äbtissin von Kloster und Konvent von Walsrode wurde Sophie Anne Dorothea von Hinüber als erste Anwärterin für einen Platz im Kloster bestimmt.
1765 wurde S.A.D. Chanoinesse in dem Walsroder Sakralgebäude und nach rund zehn Jahren 1775 als Nachfolgerin von Dorothee Eleonore von Ompteda mit einer Verzögerung bis 21. Februar 1775 einstimmig zur Äbtissin gewählt.
In ihrer 28-jährigen Amtszeit berichtete S.A.D. auf 70 Seiten im Klosterbuch über die teils unter ihrer Vorgängerin initiierten Geschehnisse wie die Renovierung des Turmes und der Kapelle, aber auch über später organisierten aufwendigen Feierlichkeiten zum 800-jährigen Klosterjubiläum.
Als erste erstellte sie ein Register mit kurzen Beschreibungen ihrer Vorgängerinnen seit der Reformation, denen sie Urkunden und Regesten anfügte, zudem listete sie sämtliche Anwärterinnen von 1631 bis 1803.
Weitere Aktivitäten der Äbtissin erschließen sich aus ihren Aufzeichnungen insbesondere zum Konvent, zur Klosterordnung oder zu standesgemäßen Verhalten - und die strenge Ahndung bei Nichtbeachtung.

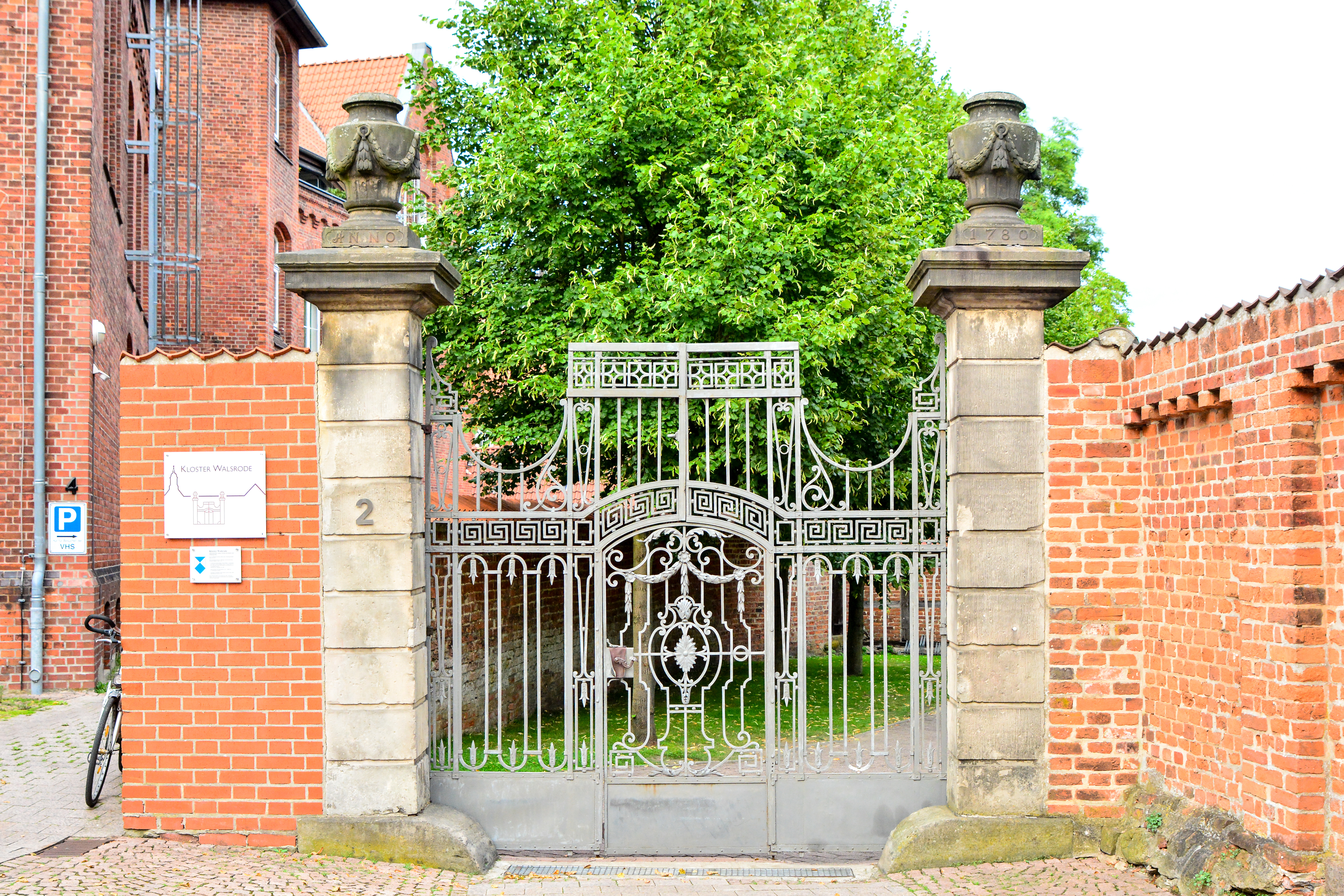
Das „Rote Tor“ wurde unter von Hinüber mit klassizistischen Vasen bekrönt

Unter Sophie Anne Dorothea von Hinüber wurde das Äbtissinnenhaus verlängert, nach dem Abriss des Materialienstalls die Pfeiler des nach der Stadt ausgerichteten großen, sogenannten „Roten Tores“ mit Vasen bekrönt und die Grenzsteine mit den Buchstaben „K. W.“ für das Kloster Walsrode gesetzt. Im Inneren des Klosters wurde unter anderem die Decke im Chor der Kapelle bemalt, eine Äbtissinnentafel aufgehängt, der Lange Gang mit Fliesen ausgelegt, 1785 für 325 Reichsthaler eine Orgel installiert - die nach dem Tod der Äbtissin während der sogenannten „Franzosenzeit“ im Jahr 1812 jedoch wieder entfernt wurde.
Der von der königlichen Regierung 1781 zum Zwecke der Seidengewinnung angeordnete Anbau von Maulbeerbäumen, für die nur der Transport von der Stadt Hannover aus bezahlt werden musste, endete wohl wie überall in den Provinzen mit einem Desaster und fand in der Chronik der Äbtissin anschließend keine weitere Erwähnung.
In S.A.D.s Amtszeit fallen 1785 der Kauf und die anschließende Verpachtung von Grundstücken in der Vorbrück inklusive Brauhaus mit Braugerechtigkeit, während das dort 1787 neu erbaute Bleichenhaus dann vermietet wurde.
Die über 28 Jahre verfasste „Chronik“ der S.A.D. liest sich wie die einer planvollen und systematischen Sachwalterin mit umsichtiger „Betriebsführung“. Sie wurde von einer Frau verfasst, die ihre Handlungsspielräume erkannte und verantwortungsvoll nutzte. Das Klosterbuch offenbart auf 70 Seiten zugleich ein traditionelles, „ein Frauenleben im 18. Jahrhundert - aber keine Emanzipationsgeschichte.“ In der erzkonservativen Umgebung Hannovers hielt der regierende und verwaltende Adel zäh an seinen Privilegien fest, und die Kirche, Männer wie Frauen, verstanden sich allgemein „als Stütze der bestehenden Verhältnisse.“ Auch S.A.D. ließ nicht einmal ansatzweise wenigstens die Ahnung einer „Epochenschwelle“ oder gar eines Umbruchs erkennen. Die Französische Revolution erwähnte sie mit keinen Wort; ihre Walsroder Chronik reicht nur selten über das Klosterleben hinaus: Ohne persönliche Stellungnahme und oftmals nur bei direkter Betroffenheit des Klosters reihte sie kommentarlos in lapidarer Kürze und ohne Darstellung von Hintergründen zum Beispiel Truppenbewegungen, Kämpfe und Friedensschlüsse oder die Kapitulation der Hannoverschen Armee bei Artlenburg auf, unterschiedslos und in ähnlicher Kürze, wie beispielsweise ein gewisser „Grütter“ einen Weg über eine Wiese beanspruchte. Lediglich wenn sich die Äbtissin mit einer Beschwerde durchgesetzt oder einen Prozess zugunsten des Damenklosters in einer von Männern dominierten Umwelt gewonnen hatte, fanden sich in ihrer Niederschrift Anmutungen von Stolz für den in eigener Verantwortung errungenen Erfolg.
Das Wappen der Familie von Hinüber findet sich in der Walsroder Klosterkapelle, im Remter ein im 18. Jahrhundert gefertigtes Gemälde mit dem Bildnis der Äbtissin in einer älteren Robe. Ihr Grabstein von 1803 hat sich auf dem Klosterfriedhof erhalten; er zeigt fälschlicherweise ein Einhorn mit Löwenschwanz anstatt eines springenden Rehs.